# Маркостав
Маркостав (укр. Маркостав) — село в Зимневской сельской общине Владимирского района Волынской области Украины.
Население по переписи 2001 года составляет 102 человека. Почтовый индекс — 44754. Телефонный код — 3342. Занимает площадь 0,553 км².